# Amrita Rao
Amrita Rao, née le 17 juin 1981 à Mumbai (Maharashtra), est une actrice et mannequin indienne.

## Filmographie

### Cinéma

#### Longs-métrages
- 2002 : Ab Ke Baras de Raj Kanwar : Anjali Thapar / Nandini
- 2002 : The Legend of Bhagat Singh de Rajkumar Santoshi : Mannewali
- 2003 : Ishq Vishk de Ken Ghosh : Payal
- 2004 : Masti de Indra Kumar : Aanchal
- 2004 : Main Hoon Na de Farah Khan : Sanjana "Sanju" Bakshi
- 2004 : Deewaar de Milan Luthria : Radhika
- 2004 : Vaah! Life Ho Toh Aisi! de Mahesh Manjrekar : Priya
- 2005 : Shikhar de John Matthew Matthan : Madhvi
- 2006 : Pyare Mohan de Indra Kumar : Priya
- 2006 : Vivah de Sooraj R. Barjatya : Poonam "Bitto"
- 2007 : Heyy Babyy de Sajid Khan : rôle inconnu
- 2007 : Athidhi de Surender Reddy : Amrita Goutham
- 2008 : My Name is Anthony Gonsalves de Eeshwar Nivas : Riya
- 2008 : Shaurya de Samar Khan : Neerja Rathod
- 2008 : Welcome to Sajjanpur de Shyam Benegal : Kamala
- 2009 : Victory d'Ajit Pal Mangat : Nandini
- 2009 : Shortkut de Neeraj Vora : Mansi
- 2009 : Life Partner de Rumi Jaffery : Anjali
- 2010 : Jaane Kahan Se Aayi Hai de Milap Zaveri : la sœur de Tara
- 2011 : Love U... Mr. Kalakaar de S. Manasvi : Ritu D. Diwan
- 2011 : Jolly LLB de Subhash Kapoor : Sandhya
- 2013 : Singh Saab The Great  d'Anil Sharma : Shikha Chaturvedi
- 2013 : Satyagraha de Prakash Jha : Sumitra